# Orchis mâle
Orchis mascula · Satyrion mâle, Herbe à la couleuvre
Espèce
Statut de conservation UICN

 LC  : Préoccupation mineure
Statut CITES
L'Orchis mâle (Orchis mascula), encore appelé Satyrion mâle ou Herbe à la couleuvre, Orchis tachetée, Patte de loup, Mâle fou, est une espèce d'orchidées terrestres européenne.

## Taxonomie
L'Orchis mâle est d'abord considéré par Carl von Linné en 1753 comme une variété d’Orchis morio, sous le nom Orchis morio var. mascula (basionyme). Deux ans plus tard, Linné révise sa classification et l'élève au rang d'espèce, sous le nom binominal Orchis mascula. En 2008, D. Tyteca & E. Klein déplacent l'espèce dans le genre Androrchis. Cependant, le nom correct est Orchis mascula,.

### Synonymes
- Androrchis mascula (L.) D.Tyteca & E.Klein, 2008[1],[2]
- Orchis morio var. mascula L., 1753[1],[2]

### Sous-espèces
Selon Plants of the World online (POWO) (9 février 2021) :
- Orchis mascula subsp. ichnusae Corrias
- Orchis mascula subsp. laxifloriformis Rivas Goday & B.Rodr. - l'Orchis de Lange
- Orchis mascula subsp. mascula
- Orchis mascula subsp. scopulorum (Summerh.) H.Sund. ex H.Kretzschmar, Eccarius & H.Dietr.
- Orchis mascula subsp. speciosa (Mutel) Hegi

## Description
Les feuilles basales en rosette, sont oblongues et étroites, souvent tachées de brun-pourpre. L'inflorescence est un épi allongé de fleurs pourpres, parfois roses. Les fleurs apparaissent à l'aisselle de bractées aussi longues que l'ovaire. Les sépales latéraux sont écartés vers l'extérieur alors que le sépale supérieur et les deux pétales latéraux sont ramenés en casque au-dessus du labelle trilobé, formant grossièrement un losange, au centre plus clair et tacheté. L'éperon est dressé et aussi long que l'ovaire.

## Floraison
Espèce précoce : avril-juillet suivant l'altitude. La plante est inodore ou peut émettre une odeur agréable ou d'urine de chat selon certains.

## Habitat
Plante de pleine lumière à mi-ombre : bordure des haies, broussailles, lisières, bois clairs.

## Répartition
Plante commune dans toute l'Europe sauf en bordure méditerranéenne.

## Statut
En France métropolitaine, l'espèce est classée « préoccupation mineure » (LC) mais elle fait l'objet de réglementations au niveau européen et de protections locales. Elle est en effet considérée comme « en danger » (EN) en Haute-Normandie et Picardie, et « espèce vulnérable » en Nord-Pas-de-Calais.

## Galerie

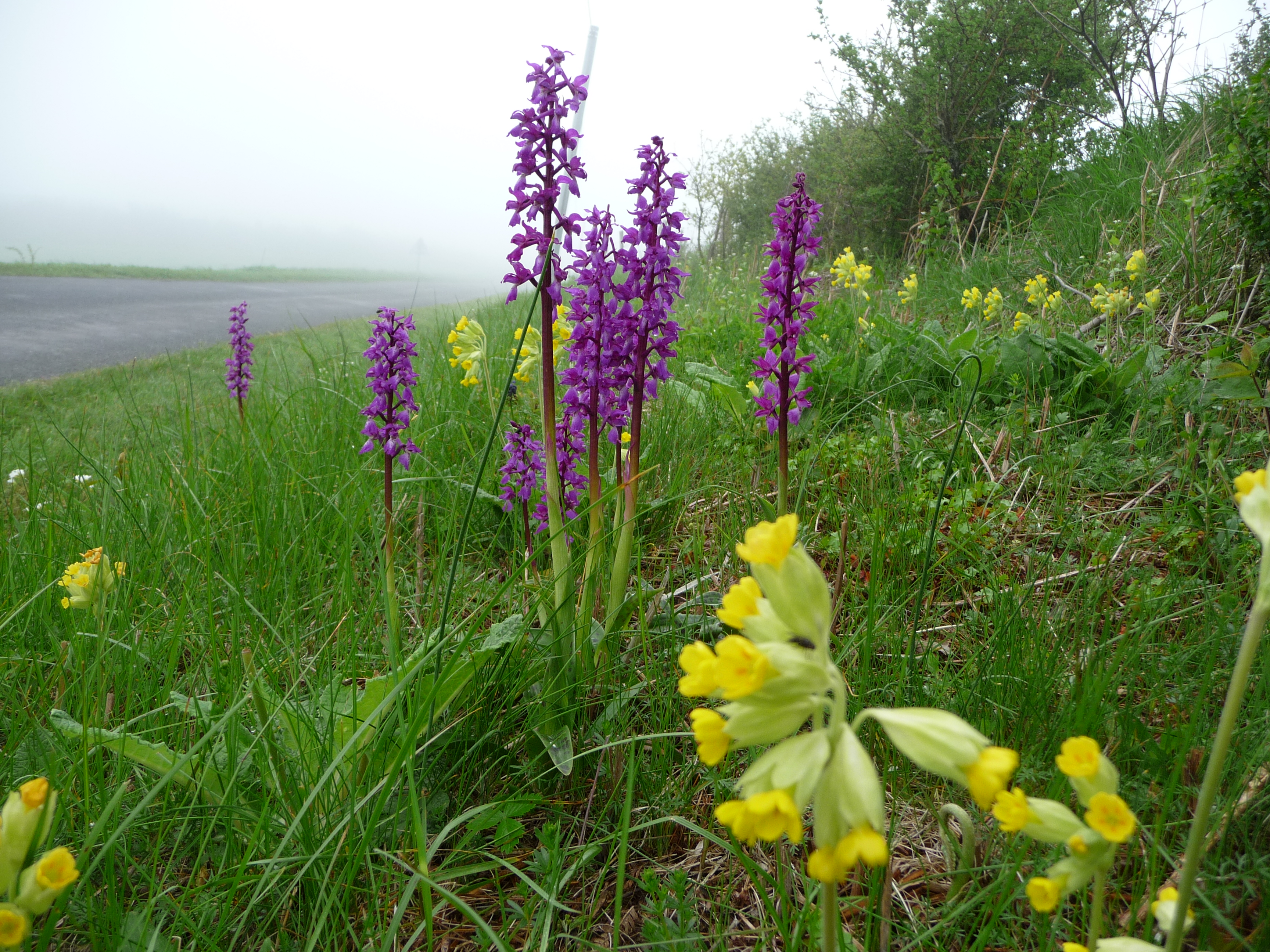
Orchis mascula sur le causse du Larzac.
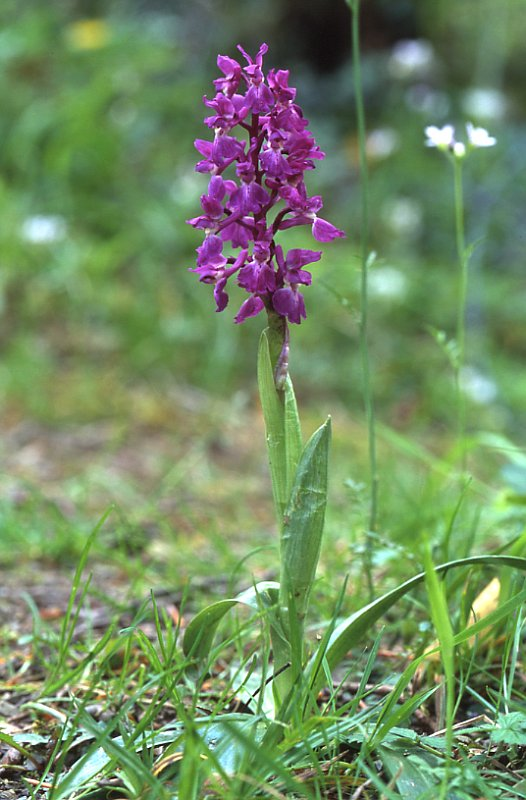
Orchis mascula.
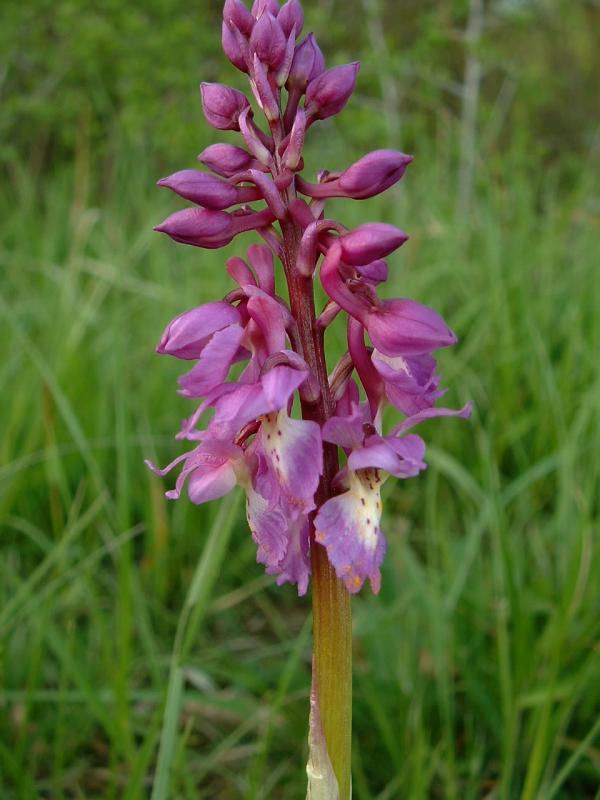
Inflorescence en développement.
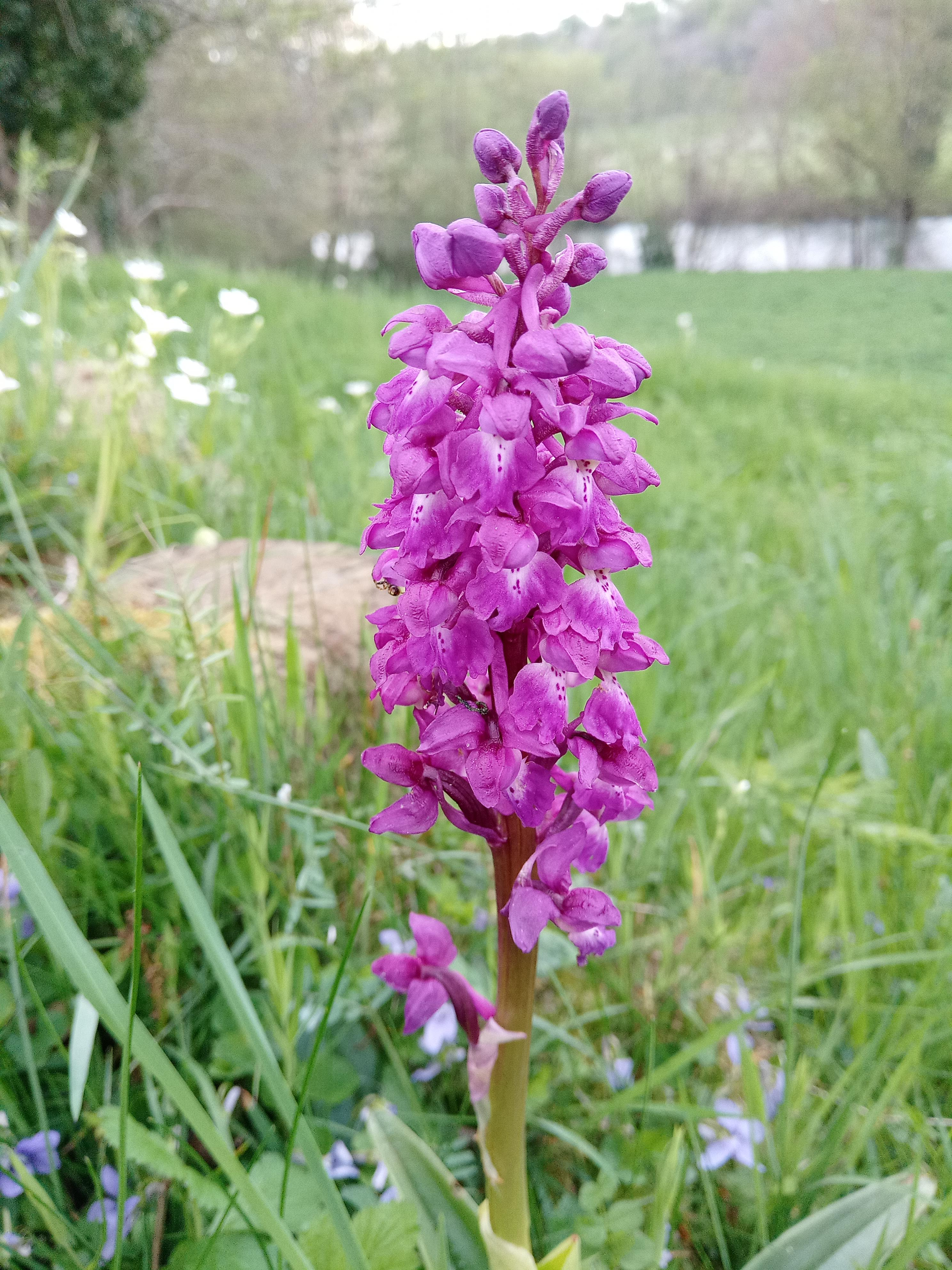
Zoom sur l'inflorescence.
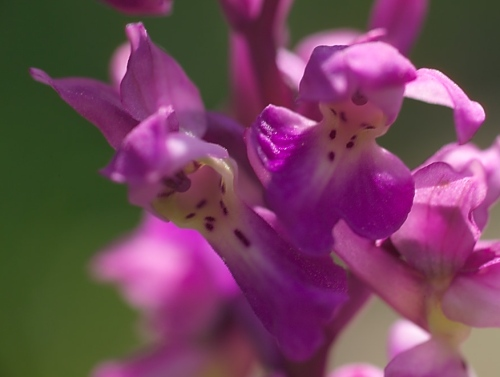
Détail des fleurs.
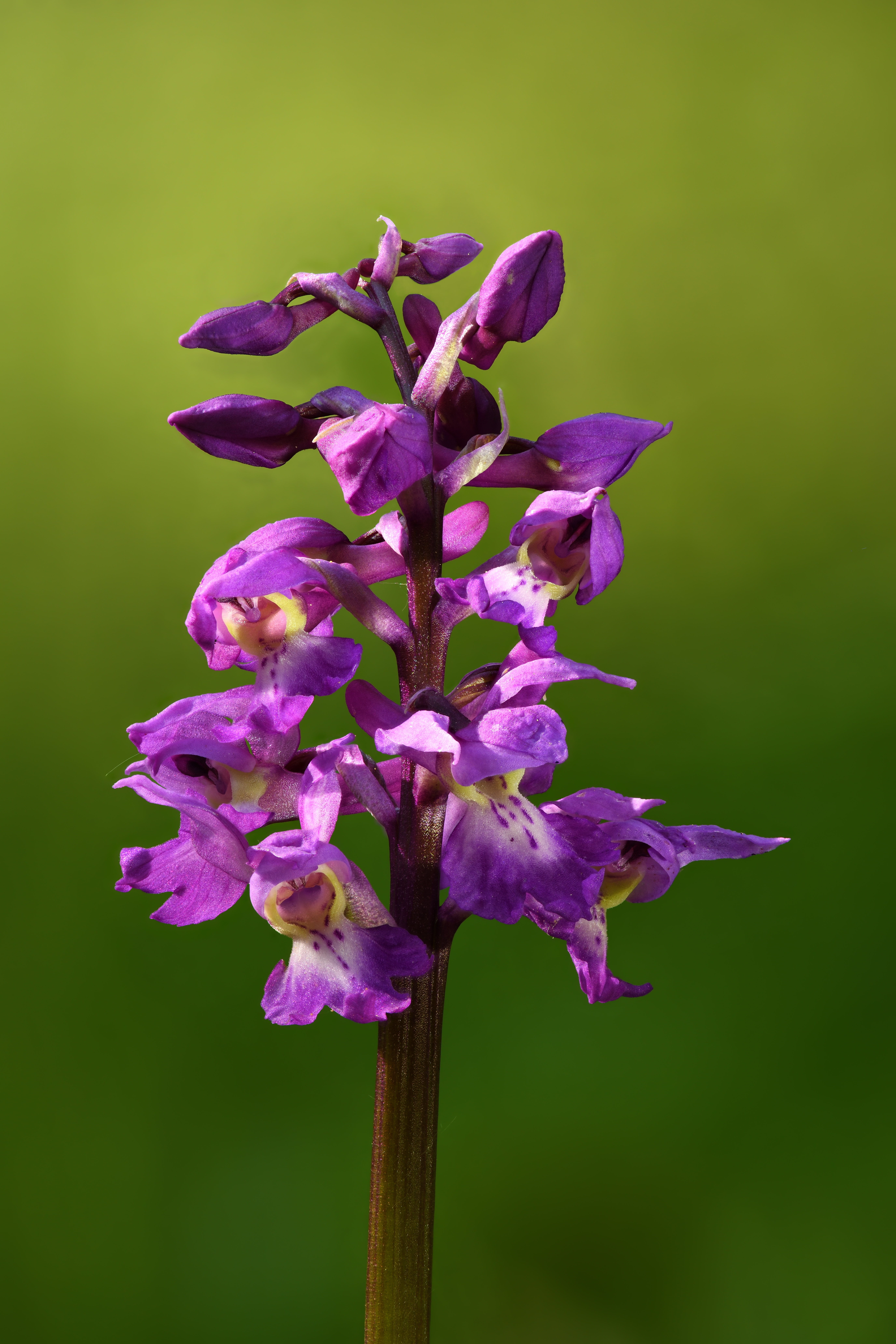
Orchis mâle en Estonie.